# Orcevia nietzschei
Espèce
Orcevia nietzschei est une espèce d'araignées aranéomorphes de la famille des Salticidae.

## Distribution
Cette espèce est endémique  du Sarawak en Malaisie,. Elle se rencontre dans le parc national de Bukit Labir.

## Description
La carapace du mâle holotype mesure 1,19 mm et l'abdomen 0,96 mm et la carapace de la femelle paratype 1,10 mm et l'abdomen 1,10 mm.

## Systématique et taxinomie
Cette espèce a été décrite par Yu, Maddison et Zhang en 2023.

## Étymologie
Cette espèce est nommée en l'honneur de Friedrich Nietzsche.

## Publication originale
- Yu, Maddison & Zhang, 2023 : « Taxonomic revision of Orcevia Thorell, 1890, with description of fifteen new species (Araneae, Salticidae, Euophryini). » Zootaxa, no 5384(1), p. 1-79.